# Dactylorhiza turcestanica
Dactylorhiza turcestanica är en orkidéart som först beskrevs av Gottfried Keller och Károly Rezsö Soó von Bere, och fick sitt nu gällande namn av Ined.. Dactylorhiza turcestanica ingår i Handnyckelsläktet som ingår i familjen orkidéer. Inga underarter finns listade i Catalogue of Life.